# Sharp MZ-2000
O computador doméstico japonês MZ-2000 (também chamado de "Super MZ80B") foi uma versão aperfeiçoada e reestilizada do Sharp MZ80B, dentro do conceito "all-in-one", monitor de vídeo, teclado e gravador cassete integrados ao gabinete. Apesar das melhorias, manteve o processo das demais máquinas MZ de carregar o BASIC em memória a partir de uma fita cassete (o que levava de um a dois minutos). A partir de abril de 1983, uma placa de expansão, a 16 Bit Board Kit passou a ser vendida, permitindo transformar o sistema de 8 para 16 bits, com mais memória RAM. Teve como sucessores o MZ-2200 e o último micro Z80 da Sharp, o poderoso MZ-2500.

## História
Lançado no Japão em junho de 1982, o MZ-2000 não foi exportado regularmente para outros países.

## Características
| UCP           | Zilog Z80A em 4,00 MHz |
| RAM           | 64 KiB |
| VRAM          | 48 KiB (opcional) |
| ROM           | 2 KiB |
| Teclado       | mecânico, com teclado numérico reduzido |
| Display       | saída para TV e monitor de vídeo RGB; texto (40 ou 80×25 linhas) e gráfico (320×200, 640×200 pixels). Até 8 cores (dependendo do modo de vídeo e do tamanho da VRAM). |
| Som           | alto-falante interno, um canal |
| Portas        | porta de expansão genérica, dois conectores de joystick, porta serial, interface de gravador cassete externo                                                          |
| Armazenamento | tape deck embutido ou externo a 2000 bps; até dois drives externos de 5" 1/4 (320 KiB cada) ou Quick Disk (64 KiB).                                                   |